# Arsciak Ciobanian
Arschag Chobanian, in armeno Արշակ Հովհաննեսի Չոպանեան (Costantinopoli, 15 luglio 1872 – Parigi, 8 giugno 1954), è stato un giornalista, critico letterario, drammaturgo e traduttore armeno.

## Biografia e attività letteraria
Archag Hovhannesi Tchopanian (anche Arshak Tchobanian, Chopanian, o "Arşak Çobanyan") nacque a Costantinopoli nel 1872 figlio di un orafo. Fu educato nella locale scuola Makruhian e poi alla scuola Gedronagan dove si diplomò nel 1891 .
La sua attività letteraria iniziò precocemente, con la pubblicazione di saggi e articoli e la traduzione per diversi periodici: Burastan Mankantz, Arevelk, Masis, Hayrenik. 
Nel 1895 assunze direzione di un altro periodico Tsaghik, tale attività ebbe una vita breve, perché in quello stesso anno fu costretto a fuggire a Parigi mettendosi così in salvo dalla persecuzione da parte dei Turchi.
A Parigi, fondò le riviste Anahit (1898-1911, ripresa tra il 1929-1940 e di nuovo tra il 1946-1949) che divenne un celebre periodico letterario-culturale. Mise, inoltre, in luce il suo talento editoriale con altri due periodici di breve durata, Veratznund (1917-1919) e Apaga (1921-1924).
Egli risultò inoltre uno dei primi poeti in grado di integrare le forme occidentali e il gusto nella letteratura armena.
Infatti è ricordato per aver dato un'importante svolta alla formazione di una critica letteraria nelle letteratura armena contemporanea. 
Rese importanti contributi alla fortuna critica di Nahapet Kuchak, tra cui Bedros Tourian, Mkrtich Peshtishkalian.
Fu, inoltre, il primo ad analizzare lo stile e le forme espressive di Gregorio di Narek di cui mise in luce non solo il valore religioso e teologico. Di Gregorio di Narek, infatti, poté analizzare il livello compositivo e la lingua e l'importanza dei contenuti ben al di là della dignità legata alla religione.

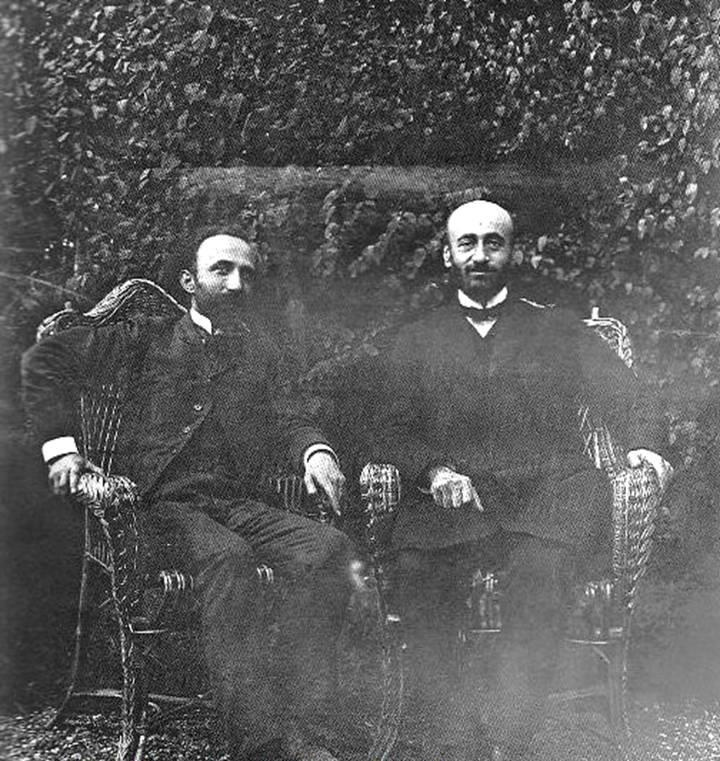
Arshag Chobanian e Padre Komitas

Ciobanian si dedicò, come il suo collega Hrand Nazariantz, alla diffusione della letteratura europea e studiò e tradusse in Armeno molti importanti scrittori europei, come Victor Hugo, Honoré de Balzac, Émile Zola, Henrik Ibsen, Émile Verhaeren. Allo stesso tempo pubblicò saggi anche sugli scrittori russi Aleksandr Puškin, Nikolaj Gogol', Ivan Sergeevič Turgenev e Lev Tolstoj.
Di contro si dedicò alla traduzione in francese di alcuni scrittori armeni moderni e medievale. Tali traduzioni costituiscono forse il suo lascito letterario più importante.
L'opera più rilevante del lavoro di Ciobanian è stata la raccolta di tre volumi dal titolo Vardenik Hayastani.
Altre opere importanti sono il romanzo Tughti Parq (1892), la raccolta di racconti dal titolo Hoginer Tghu (1923), e due drammi Mut Khaver (1893) e Hrashqy (1923).
Le sue poesie sono state pubblicate in tre principali sillogi: Arshaluysi Dzayner (1891), Thrthrumner (1892), Qertvacqner (1908).
Nel 1933 compì una visita la sua prima e ultima visita nell'Armenia sovietica.
Ebbe molta fortuna anche tra tutti scrittori di primo piano in lingua armena. Scrissero di lui ad esempio Alexander Shirvanzade, Avetik Isahakyan, Hovhannes Tumanjan e Hrand Nazariantz, che dal 1913 risiedeva in Puglia.
La sua figura è stata tenuta in grande considerazione dallo scrittore francese Anatole France, dal poeta belga Émile Verhaeren, dal premio nobel francese Romain Rolland, e dal russo Valerij Jakovlevič Brjusov.

## Opere
- Chants populaires arméniens, Traduction française avec une introduction, par Archag Tchobanian. Préface de Paul Adam, Parigi, P. Ollendorff, 1903
- L'Armenia sotto il giogo Turco: Conferenza detta al foyer di Parigi il 25 maggio 1915. Prefazione di Alfredo Galletti. Allocuzione di Paul Doumer, Torino, Tip. E. Eynard, 1917
- Canti popolari armeni, raccolti da Arsciag Ciobanian; trad. di Domenico Ciampoli, Lanciano, Carabba, 1921
- Victor Hugo, Chateaubriand et Lamartine dans la littérature arménienn: poèmes, articles, discours, réunis et traduits, par Archag Tchobanian; préface de Fernand Gregh, Paris, Librairie Ernest Leroux, 1935